# Kamaji
Le Kamaji, littéralement "additions mélangées", est un jeu de chiffres créé par un français du nom de Patrick Tirone en 2007. Le jeu est inspiré du jeu des mots mêlés et du sudoku, 

## Quel est le but du jeu?
Le jeu consiste à barrer toutes les séries de chiffres d'un trait horizontal, vertical ou diagonal, toujours en ligne droite, de façon que la somme des chiffres barrés soit égale au chiffre de la case colorée.
Le jeu est réussi lorsque toutes les cases sont barrées au moins une fois. Il n'y a qu'une solution possible.

## Les règles du jeu
Elles sont très simples : 
- les lignes peuvent se croiser ;
- seul le chiffre 1 peut être barré plusieurs fois.

## Quelques conseils pour résoudre les grilles de Kamaji
- Commencer par les angles de la grille :  il n'y a que 3 possibilités de lignes à partir de ces cases : horizontale, verticale ou diagonale.
- Partir des chiffres les plus grands. Par exemple, si la taille est de taille 5 :
  - le chiffre 4 ne peut être couplé qu'avec un 1 sur une case directement adjacente ;
  - le chiffre 3 ne peut être couplé qu'avec un 2 sur une case adjacente ou deux 1 qui se suivent.
- Et surtout ne rayer les chiffres d'une somme que lorsque vous êtes sûr qu'il s'agit de l'unique solution possible.

## Comment créer son propre Kamaji
Voici quelques conseils pour vous aider à construire votre propre kamaji :
- commencez par déterminer la taille de votre kamaji (N = nombre de lignes ou de colonnes) et tracez un carré de cette taille ;
- choisissez la case "pivot" où figure le nombre  N (ce doit être la taille de votre kamaji, c'est-à-dire le nombre de lignes ou de colonnes ;
- commencez par la solution : dessinez des lignes horizontales, verticales ou diagonales de taille inférieure ou égale à N, qui peuvent se croiser, mais sans jamais passer par la case pivot ;
- réiterez jusqu'à ce que plus aucune case ne soit traversée par aucune ligne ;
- reparcourez votre grille en remplaçant toutes les cases où les lignes se croisent par le chiffre 1 ;
- reparcourez toutes les lignes en remplissant les cases par des chiffres dont la somme sur la ligne fait N ; vous aurez souvent plusieurs choix, à vous de régler la difficulte en regardant les cases adjacentes pour soit différencier la case soit la mêler à son environnement pour permettre plusieurs combinaisons possibles pour le joueur ; par exemple, sur un kamaji de taille 5, avec une ligne de 3 cases comportant un 1 en 2e position, il vous reste les possibilités suivantes :
  - 2,1,2 car 2+1+2 = 5,
  - 1,1,3 car 1+1+3 = 5,
  - 3,1,1 car 3+1+1 = 5 ;
- il se peut que certaines lignes ne puissent pas atteindre la somme N, c'est notamment le cas si toutes les cases d'une ligne comportent des 1 parce qu'elles croisent d'autres lignes, ce cas n'est permis que si la ligne fait N cases !

## Le Kamaji en ligne
Quelques sites commencent à proposer des kamaji en ligne :
- le site officiel Kamaji.fr permet de découvrir le jeu et télécharger quelques grilles ;
- le site de Patrick Tirone, l'inventeur du Kamaji ;
- Kamaji Factory propose le jeu de gratuit de grilles en ligne et la création par les internautes de leurs propres grilles ;
- on trouve également des gadgets disponibles sur igoogle ou Netvibes pour incorporer des grilles de kamaji à sa page personnalisée ainsi que des flux RSS pour s'abonner à la diffusion de grilles.

Patrick Tirone, l'inventeur du jeu, a également créé le Yakazu en 2015.